# Næstved gamle Rådhus
Næstved gamle Rådhus er et tidligere rådhus i Næstved, på midtsjælland. Bygningen er dateret til omkring 1450, og er dermed landets ældste rådhus, og det eneste fra middelalderen. I 1500-tallet blev der tilføjet en ekstra etage. Bygningen ligger lige ud til Sankt Peders Kirke, der blev grundlagt i 1300-tallet.
Næstved gamle Rådhus har været fredet siden 1918. Ved siden af ligger bindingsværksbygningen Oberst Schwanes Gård, der stammer fra 1600-tallet.

## Historie
Den oprindelige bygning er opført omkring 1450 i ét plan. Omkring år 1500 blev bygningen forhøjet og forlænget, så den også omfattede port ud mod torvet. Bygningen erstattede et tidligere rådhus i byen, som lå på vestsiden af kirkepladsen - givetvis der hvor Hotel Vinhuset ligger i dag. Det vides ikke med sikkerhed om det overtog funktionen allerede ved opførsel eller først senere, men det var allersenest i 1505, da den nævnes som rådhus første gang i 1506.
I 1800-tallet var bygningen kalket gul, hvilket stadig kan ses på gården bagved. Et maleri fra omkring 1825 viser også, at bygningen havde firkantede vinduer. Ligeledes var der en firkantet port og en luge til at læsse varer ind ad på tagetagen i gavlen. Udover at fungere som rådhus fungerede kælderen også som arresthus i 1800-tallet. Det fungerede som rådhus frem til 1856, hvor Gottlieb Bindesbøll tegnede et nyt rådshus på Hjultorv.
Byrådet, der ejede rådhuset, besluttede at sælge det i 1893, og det blev købt af en vinhandler fra byen. Han renoverede bygningen i 1894 med hjælp fra arkitekten Valdemar Koch og Henry Petersen fra Nationalmuseet. En murer fjernede i denne forbindelse overkalkningen, så murstenene stod frem. De firkantede vinduer og porten blev udskiftet med kurvehanksbuede vinduer og port.
Restaureringen blev finansieret af staten, kommunen og vinhandler Nønnecke, der var den nye ejer af bygningen. Herefter fungerede bygningen som vinhandel i nogle år, før det blev værtshus fra 1912-1917. Herefter købte menighedsrådet det.
I 1918 blev huset fredet og Næstved Museum flyttede ind i lejede lokaler, og benyttede det gamle rådhus frem til 1927. I 1944 blev det købt af DSU og i 1951 blev det solgte videre til Det Danske Missionsforbund, der brugte det som kirke. Rådhuset blev atter istandsat og ombygget i 1965 med Hans Henrik Engqvist fra Nationalmuseet. Istandsættelsen foregik primært indendørs.
I 1992 var missionsforbundet gået i gang med at bygge en anden kirke, og det gamle rådhus blev herefter solgt til Sankt Peders Sogn, der bruger det som kirkekontor.
Det er i dag Danmarks ældste rådhus, og det eneste bevarede, som stammer fra middelalderen.

## Beskrivelse
Bygningen er opført i røde munkesten og ligger med en kamtakket gavl ud til kirkepladsen. Der er desuden en tilbygning på den sydøstlige siden, som indeholder en port til baggården. Facaden i gården er gulkalket, mens facaden ud mod gaden fremstår i bar mur. Gavlen har desuden flere murblændinger.
Der er tre kurvehanksbuede småsprossede vinduer på hver af de to etager ud mod vejen. I portfløjen sidder ligeledes to kurvehanksbuede vinduer på første sal over porten, der også er kurvehanksbuet. Den sidder i en spidsbuet blænding.